# Roztoky (Praha-západ)
Roztoky è una città della Repubblica Ceca facente parte del distretto di Praha-západ, in Boemia Centrale.